# Lupinus microphyllus
Lupinus microphyllus är en ärtväxtart som beskrevs av Louis Auguste Joseph Desrousseaux. Lupinus microphyllus ingår i släktet lupiner, och familjen ärtväxter. Inga underarter finns listade i Catalogue of Life.